# Macaduma bipunctata
Macaduma bipunctata är en fjärilsart som beskrevs av George Thomas Bethune-Baker 1904. Macaduma bipunctata ingår i släktet Macaduma och familjen björnspinnare. Inga underarter finns listade i Catalogue of Life.